# Posse (1975)
Posse (Brasil: Ambição acima da lei ) é um filme estadunidense, de 1975, do gênero faroeste,dirigido por Kirk Douglas, roteirizado por William Roberts e Christopher Knopf, música de Maurice Jarre.

## Sinopse
Delegado, com pretensões políticas, persegue ardiloso fora da lei, ajudado por um eficiente grupo de auxiliares.

## Elenco
- Kirk Douglas ....... Howard Nightingale
- Bruce Dern ....... Jack Strawhorn
- Bo Hopkins ....... Wesley
- James Stacy ....... Harold Hellman
- Luke Askew ....... Krag
- David Canary ....... Pensteman
- Alfonso Arau ....... Pepe
- Katherine Woodville ....... Mrs. Cooper
- Mark Roberts ....... Mr. Cooper
- Beth Brickell ....... Carla Ross
- Dick O'Neill ....... Wiley
- William H. Burton ....... McCanless
- Louie Elias ....... Rains
- Gus Greymountain ....... Reyno
- Allan Warnick ....... Operador do telegrafo